# Elisha Muroiwa
Elisha Muroiwa (né le 28 janvier 1989 à Glen View au Zimbabwe) est un footballeur international zimbabwéen, qui évolue au poste de défenseur.

## Biographie

### Carrière en sélection
Il joue son premier match en équipe du Zimbabwe le 19 janvier 2016, contre la Zambie. Ce match perdu 1-0 entre dans le cadre du championnat d'Afrique des nations qui se déroule au Rwanda.
En juin 2016, il participe à la Coupe COSAFA organisée en Namibie. Lors de cette compétition, il inscrit un but contre le Swaziland (match nul 2-2).
En janvier 2017, il est retenu par le sélectionneur Callisto Pasuwa afin de participer à la Coupe d'Afrique des nations 2017 organisée au Gabon. Lors de cette compétition, il prend part aux trois matchs disputés par son équipe. Il joue à cet effet contre l'Algérie, le Sénégal, et la Tunisie, avec pour résultats un nul et deux défaites.

## Palmarès
Dynamos
- Championnat du Zimbabwe (1) :
  - Champion : 2014.